# Hronské Kľačany
Hronské Kľačany (hongrois : Garamkelecsény) est un village de Slovaquie situé dans la région de Nitra.

## Histoire
Première mention écrite du village en 1275.

## Démographie

### Évolution de la population
| Année:               | 1994. | 2004.   | 2014.   | 2024.   |
| -------------------- | ----- | ------- | ------- | ------- |
| Nombre de personnes: | 1495  | 1438    | 1451    | 1400    |
| Différence:          |       | -3,81 % | +0,90 % | -3,51 % |

| Année:               | 2023. | 2024.   |
| -------------------- | ----- | ------- |
| Nombre de personnes: | 1394  | 1400    |
| Différence:          |       | +0,43 % |